# Persone di nome Ida
| Questa pagina contiene informazioni ricavate automaticamente dalle voci biografiche con l'ausilio del template Bio e di un bot. L'aggiornamento è periodico e automatico e ricostruisce completamente la pagina. Se manca una persona in questa lista, sei pregato di non aggiungerla, ma accertati piuttosto che la sua voce biografica contenga il template Bio e che i dati anagrafici siano correttamente compilati. Se il template Bio manca, inseriscilo tu stesso o, in alternativa, metti l'avviso {{tmp\|Bio}} che ne segnala la mancanza. Se i dati riportati sono sbagliati, correggi direttamente la voce biografica; le modifiche saranno visibili in questa lista entro pochi giorni. Per chiarimenti vedi il progetto antroponimi. La lista contiene solo le 119 persone che sono citate nell'enciclopedia e per le quali è stato implementato correttamente il template Bio. Pagina aggiornata al 6 ago 2025. |

Questa è una lista di persone presenti nell'enciclopedia che hanno il nome Ida, suddivise per attività principale.

## Allenatrici di pallacanestro(1)
- Ida Nomi, allenatrice di pallacanestro italiana (Siena, n. 1873 - San Gimignano, † 1940)

## Antropologhe(1)
- Ida Magli, antropologa e filosofa italiana (Roma, n. 1925 - Roma, † 2016)

## Astronome(1)
- Ida Barney, astronoma statunitense (New Haven, n. 1886 - New Haven, † 1982)

## Attiviste(4)
- Ida Collu, attivista e politica italiana (Carbonia, n. 1948)
- Mary Burchell, attivista e scrittrice britannica (Sunderland, n. 1904 - † 1986)
- Ida Siekmann, attivista tedesca (Marienwerder, n. 1902 - Berlino, † 1961)
- Ida B. Wells, attivista, giornalista e sociologa statunitense (Holly Springs, n. 1862 - Chicago, † 1931)

## Attrici(17)
- Ida Marie Bakkerud, attrice norvegese
- Ida Elise Broch, attrice norvegese (Oslo, n. 1987)
- Ida Carrara, attrice italiana (Bonorva, n. 1928 - Catania, † 2013)
- Ida Di Benedetto, attrice e produttrice cinematografica italiana (Napoli, n. 1945)
- Ida Engvoll, attrice svedese (Söderhamn, n. 1985)
- Ida Galli, attrice italiana (Sestola, n. 1939)
- Ida Kamińska, attrice cinematografica polacca (Odessa, n. 1899 - New York, † 1980)
- Ida Lewis, attrice statunitense (New York, n. 1848 - Los Angeles, † 1935)
- Ida Lupino, attrice, regista e sceneggiatrice inglese (Londra, n. 1918 - Burbank, † 1995)
- Ida Marinelli, attrice italiana (Verona, n. 1947)
- Ida Meda, attrice italiana
- Ida Nowakowska, attrice, ballerina e conduttrice televisiva polacca (Varsavia, n. 1990)
- Gaby Stenberg, attrice svedese (Tokyo, n. 1923 - Boo, † 2011)
- Ida Carloni Talli, attrice italiana (Roma, n. 1869 - Milano, † 1940)
- Laura Vivaldi, attrice italiana (n. 1946)
- Ida Williams, attrice statunitense
- Ida Wüst, attrice tedesca (Francoforte sul Meno, n. 1884 - Berlino, † 1958)

## Biatlete(1)
- Ida Lien, biatleta norvegese (Drammen, n. 1997)

## Biochimiche(2)
- Ida Maclean, biochimica inglese (n. 1877 - † 1944)
- Ida Rolf, biochimica e docente statunitense (New York, n. 1896 - New York, † 1979)

## Calciatrici(1)
- Ida Golin, calciatrice italiana (Ivrea, n. 1959 - † 2025)

## Cantanti(12)
- Ada Bruges, cantante italiana (Acerra, n. 1897 - Napoli, † 1974)
- Ida Corr, cantante e produttrice discografica danese (Århus, n. 1977)
- Ida Cox, cantante statunitense (Toccoa, n. 1896 - Knoxville, † 1967)
- Ida Gard, cantante danese (Hadsund, n. 1986)
- Ida Isori, cantante italiana (Firenze, n. 1875 - Napoli, † 1926)
- Ida Jenshus, cantante norvegese (Steinkjer, n. 1987)
- Ida Maria, cantante norvegese (Nesna, n. 1984)
- Maxida Märak, cantante, rapper e attivista svedese (Skarpnäck, n. 1988)
- Ida Redig, cantante svedese (Gunnareds församling, n. 1987)
- Ida Rendano, cantante, attrice teatrale e showgirl italiana (Napoli, n. 1972)
- Ida Russka, cantante e attrice ungherese (Budapest, n. 1890 - Baden, † 1983)
- Ida, cantante danese (Ringkøbing-Skjern, n. 1994)

## Cestiste(1)
- Katarina Andersson, ex cestista svedese (Luleå, n. 1983)

## Chimiche(1)
- Ida Noddack, chimica e fisica tedesca (Wesel, n. 1896 - Bad Neuenahr-Ahrweiler, † 1978)

## Chitarriste(1)
- Ida Presti, chitarrista e compositrice francese (Suresnes, n. 1924 - Rochester, † 1967)

## Danzatrici(1)
- Ida L'vovna Rubinštejn, danzatrice e mecenate russa (Charkiv, n. 1885 - Vence, † 1960)

## Doppiatrici(1)
- Ida Sansone, doppiatrice e direttrice del doppiaggio italiana (Genova, n. 1959)

## Economiste(1)
- Ida Wolden Bache, economista norvegese (Bærum, n. 1973)

## Educatrici(1)
- Ida Pilotto Sottini, educatrice italiana (Feltre, n. 1858 - Padova, † 1951)

## First lady(1)
- Ida McKinley, first lady statunitense (Canton, n. 1847 - Canton, † 1907)

## Fondiste(2)
- Ida Ingemarsdotter, ex fondista svedese (Härjedalen, n. 1985)
- Ida Sargent, ex fondista statunitense (Newport, n. 1988)

## Fotografe(1)
- Ida Kar, fotografa russa (Tambov, n. 1908 - Londra, † 1974)

## Giocatrici di football americano(1)
- Ida Similä, giocatrice di football americano finlandese

## Giornaliste(3)
- Ida Baccini, giornalista e scrittrice italiana (Firenze, n. 1850 - Firenze, † 1911)
- Ida Colucci, giornalista italiana (Roma, n. 1960 - Roma, † 2019)
- Ida Dominijanni, giornalista, filosofa e storica italiana (Catanzaro, n. 1954)

## Illustratrici(1)
- Ida Rentoul Outhwaite, illustratrice australiana (Carlton, n. 1888 - Caulfield, † 1960)

## Insegnanti(1)
- Ida Gibbs, docente e attivista statunitense (Victoria, n. 1862 - Washington, † 1957)

## Matematiche(1)
- Ida Rhodes, matematica russa (Kam"janec'-Podil's'kyj, n. 1900 - Rockville, † 1986)

## Mistiche(1)
- Ida Craddock, mistica, attivista e scrittrice statunitense (Filadelfia, n. 1857 - New York, † 1902)

## Modelle(2)
- Ida Ljungqvist, modella svedese (n. 1981)
- Ida Margarita Pieri, modella venezuelana (Carúpano, n. 1940)

## Multipliste(2)
- Ida Marcussen, multiplista norvegese (Kristiansand, n. 1985)
- Antoinette Nana Djimou, multiplista francese (Douala, n. 1985)

## Nobildonne(1)
- Ida Lumley, nobildonna inglese (Tickhill, n. 1848 - † 1936)

## Nobili(4)
- Ida Ferenczy, nobile ungherese (Kecskemét, n. 1839 - Vienna, † 1928)
- Ida di Sassonia, nobile tedesca (n. 1035 - † 1102)
- Ida d'Austria, nobile austriaca (Ereğli, † 1101)
- Ida di Anhalt-Bernburg-Schaumburg-Hoym, nobile (Castello di Schaumburg, n. 1804 - Oldenburg, † 1828)

## Nuotatrici(2)
- Ida Hulkko, nuotatrice finlandese (Mikkeli, n. 1998)
- Ida Marko-Varga, ex nuotatrice svedese (Malmö, n. 1985)

## Pallamaniste(1)
- Ida Alstad, pallamanista norvegese (Trondheim, n. 1985)

## Partigiane(1)
- Ida d'Este, partigiana e politica italiana (Venezia, n. 1917 - Venezia, † 1976)

## Pianiste(2)
- Ida Hofmann, pianista e pedagoga tedesca (Friburgo in Brisgovia, n. 1864 - San Paolo, † 1926)
- Ida Simons, pianista e scrittrice olandese (Anversa, n. 1911 - L'Aia, † 1960)

## Pittrici(2)
- Ida Botti Scifoni, pittrice italiana (Roma, n. 1812 - Firenze, † 1844)
- Ida Carey, pittrice neozelandese (Taonui, n. 1891 - Hamilton, † 1982)

## Poetesse(3)
- Ida Travi, poetessa italiana (Cologne, n. 1948)
- Ida Vallerugo, poetessa italiana (Meduno, n. 1941)
- Ida Vitale, poetessa, traduttrice e saggista uruguaiana (Montevideo, n. 1923)

## Politiche(4)
- Ida Carmina, politica italiana (Palermo, n. 1963)
- Ida Maria Dentamaro, politica italiana (Bari, n. 1954)
- Ida Auken, politica e teologa danese (Frederiksberg, n. 1978)
- Ida D'Ippolito Vitale, politica italiana (Nicastro, n. 1948)

## Principesse(4)
- Ida del Liechtenstein, principessa austriaca (Lednice, n. 1839 - Libějovice, † 1921)
- Ida del Liechtenstein, principessa austriaca (Lednice, n. 1811 - Vienna, † 1884)
- Ida di Schaumburg-Lippe, principessa (Bückeburg, n. 1852 - Greiz, † 1891)
- Ida di Sassonia-Meiningen, principessa tedesca (Meiningen, n. 1794 - Weimar, † 1852)

## Religiose(1)
- Ida di Herzfeld, religiosa e santa tedesca († 825)

## Sceneggiatrici(1)
- Ida May Park, sceneggiatrice e regista cinematografica statunitense (Los Angeles, n. 1879 - Los Angeles, † 1954)

## Sciatrici alpine(4)
- Ida Dannewitz, ex sciatrice alpina svedese (n. 1999)
- Ida Hinders, ex sciatrice alpina svedese (n. 1984)
- Ida Ladstätter, ex sciatrice alpina austriaca (Sankt Jakob in Defereggen, n. 1965)
- Ida Söderberg, ex sciatrice alpina svedese (n. 1981)

## Scrittrici(8)
- Ida Fink, scrittrice polacca (Zbaraž, n. 1921 - Tel Aviv, † 2011)
- Ida Hahn-Hahn, scrittrice tedesca (Tressow, n. 1805 - Magonza, † 1880)
- Ida Jessen, scrittrice e traduttrice danese (Gram, n. 1964)
- Ida Mango, scrittrice e traduttrice italiana (Melfi, n. 1872)
- Ida Marcheria, scrittrice, attivista e superstite dell'Olocausto italiana (Trieste, n. 1929 - Roma, † 2011)
- Ida Pfeiffer, scrittrice e esploratrice austriaca (Vienna, n. 1797 - Vienna, † 1858)
- Ida Tarbell, scrittrice e giornalista statunitense (Contea di Erie, n. 1857 - Bridgeport, † 1944)
- I. A. R. Wylie, scrittrice e poetessa australiana (Melbourne, n. 1885 - Princeton, † 1959)

## Soprani(1)
- Ida Quaiatti, soprano italiano (Spalato, n. 1890 - Venezia, † 1962)

## Sovrani(1)
- Ida di Bernicia, sovrano

## Storiche(1)
- Ida Blom, storica norvegese (Gentofte, n. 1931 - † 2016)

## Supercentenarie(2)
- Ida Frabboni, supercentenaria italiana (Bologna, n. 1896 - Bologna, † 2009)
- Ida Zoccarato, supercentenaria italiana (Vigonza, n. 1909 - Padova, † 2022)

## Tenniste(1)
- Ida Adamoff, tennista francese (Mosca, n. 1910 - Parigi, † 1993)

## Traduttrici(1)
- Ida Omboni, traduttrice e scrittrice italiana (Calco, n. 1922 - Milano, † 2006)

## Velociste(1)
- Ida Karstoft, velocista danese (n. 1995)

## Violiniste(1)
- Ida Haendel, violinista britannica (Chełm, n. 1928 - Miami, † 2020)

## Senza attività specificata(9)
- Dora, austriaca (Vienna, n. 1882 - New York, † 1945)
- Ida Brunelli Lenti, italiana (Monselice, n. 1920 - Torino, † 2008)
- Ida Da Poian, ex arciera italiana (Sedico, n. 1946)
- Ida Dalser, italiana (Sopramonte, n. 1880 - Venezia, † 1937)
- Ida Giavarini, italiana (Torino, n. 1908 - Bologna, † 1996)
- Ida Marie Hagen, combinatista nordica norvegese (n. 2000)
- Ida di Fischingen, monaca cristiana tedesca (Kirchberg - Fischingen)
- Ida di Lorena, contessa († 1216)
- Ida Pellegrini, italiana (Pescantina, n. 1885 - Roma, † 1968)